# Johann Emanuel Schleich
Johann Emanuel Schleich (* um 1684 in Tübingen; † 1729 ebenda) war ein deutscher Maler aus dem Herzogtum Württemberg. Er war der Vater des Tübinger Malers Johann Gabriel Schleich (1710–1743).

## Leben
Johann Emanuel Schleich war ein Sohn des Tübinger Konstablers und Malers Johann Heinrich Schleich (um 1651–1715), von dem er auch zum Maler ausgebildet wurde. Er arbeitete überwiegend als Porträtmaler. Zu seinen Kunden mussten unter anderem auch Angehörige der Universität gehören, weil er das „akademische Bürgerrecht“ besaß. Über diese Porträts lässt sich nichts sagen, weil kein signiertes Bild bekannt ist.
In einem gemeinsamen Schreiben mit Johann Gottfried Schreiber, und Johann Glocker beklagte sich Schleich 1717 bei dem Universitätssenat über Johann Christoph Kayßer, dass sich dieser unbefugt in Tübingen aufhielte, und ihnen die schon sowieso in Tübingen knappe Arbeit wegnähme.
Schleich malte neben den Bildnissen auch religiöse Bilder, z. B. für die Michaelskirche in Ammerbuch-Pfäffingen oder die Tübinger Schlosskirche.